# Perth Concert Hall
La Perth Concert Hall è una sala da concerti situata a Perth, la capitale dello Stato australiano dell'Australia Occidentale. Di proprietà della città di Perth, la sala è la sede principale della West Australian Symphony Orchestra e ospita anche una serie di altri eventi e spettacoli. L'edificio si trova nel quartiere centrale degli affari di Perth, adiacente ai Giardini della Corte Suprema ed al Palazzo del Governo. L'edificio ha due facciate: la facciata nord sulla Saint Georges Terrace e la facciata sud sul Fiume Swan.
La sala da concerti fu costruita su un terreno concesso alla città di Perth da parte del Governo dell'Australia Occidentale e fece l'inaugurazione il giorno dell'Australia Day (26 gennaio), 1973. Progettato dagli Architetti Howlett e Bailey, studio di architettura locale, l'edificio è costruito in stile brutalista, facendo uso pesante di calcestruzzo grezzo bianco e un interno solido opaco. L'auditorium principale della sala può ospitare 1.729 persone, così come una galleria del coro 160 persone e un organo a 3000 canne. Acusticamente la sala è considerata una delle migliori in Australia, con la progettazione supervisionata dallo specialista in acoustica della Nuova Zelanda, Sir Harold Marshall.

## Storia

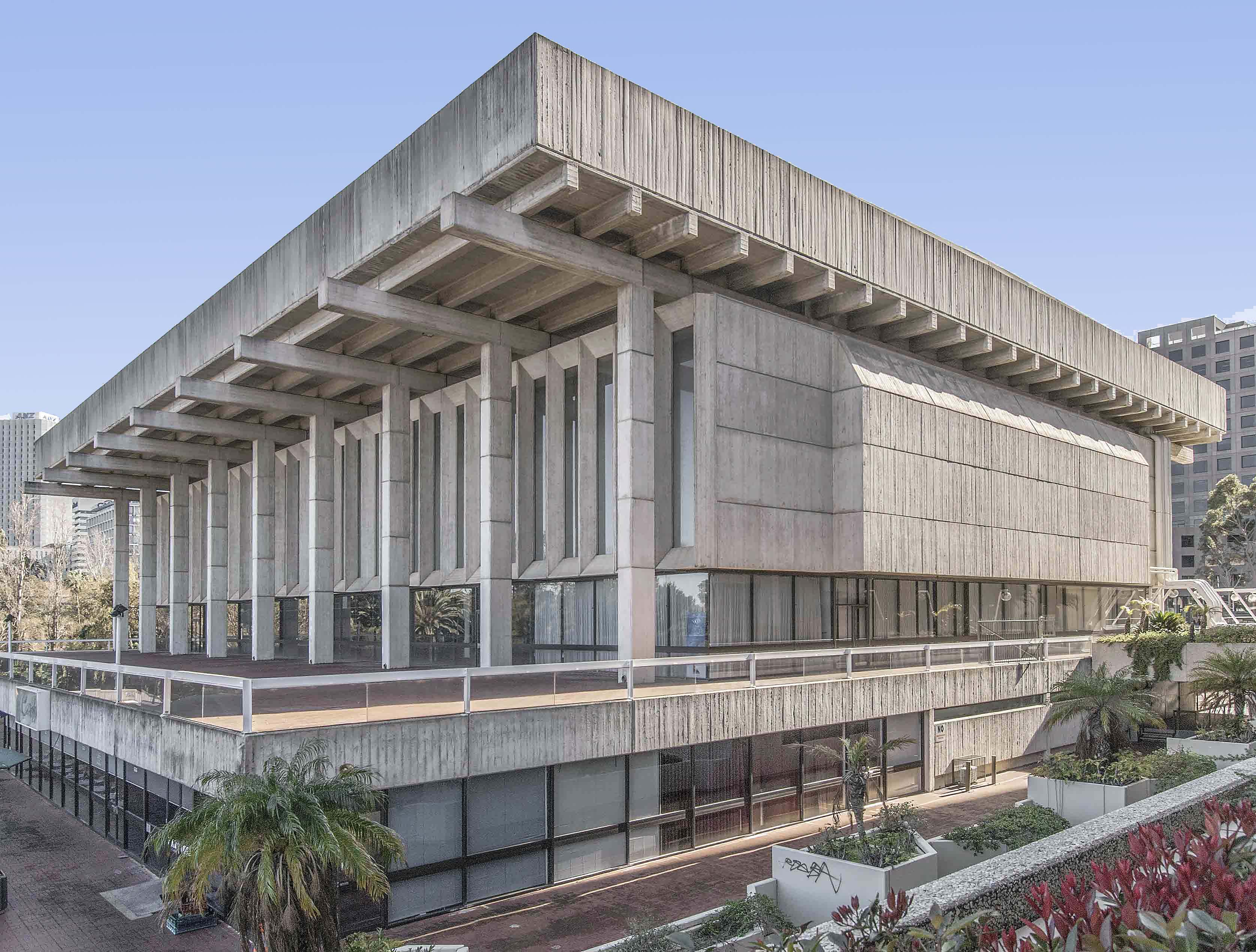
Perth Concert Hall - Angolo sud-est

Già nel 1950 la città di Perth si era assicurata un sito tra i Giardini Stirling ed il Palazzo del Governo, occupato dal Dipartimento dell'Agricoltura e della Australian Broadcasting Corporation (ABC) per la costruzione di un nuovo municipio. Il sito proposto suscitò una vigorosa discussione pubblica. Alcuni volevano un sito lungo il fiume, come ad esempio l'Esplanade o Piazza della Caserma, mentre altri suggerivano il terreno alla fine di Barrack Street, tra Stirling e Beaufort Street, o la zona al centro di Perth tra William e Barrack Street lungo Forrest Place. L'apertura ufficiale della Concert Hall di Perth comprese un ballo da mezzanotte all'alba al quale parteciparono quasi 1.700 persone. La West Australian Symphony Orchestra fu unita ai 55 membri della Adelaide Symphony Orchestra per l'occasione e l'intero evento fu trasmesso in televisione. Il titolo ‘Una pietra miliare nella vita culturale di WA’ ha salutato l'apertura. In precedenza John Birman, era stato citato il direttore del Festival di Perth, mentre dichiarava: ‘... è la prima sala da concerto in Australia dalla fine della guerra e ha più di un significato solo locale ...’.

## Progetto architettonico

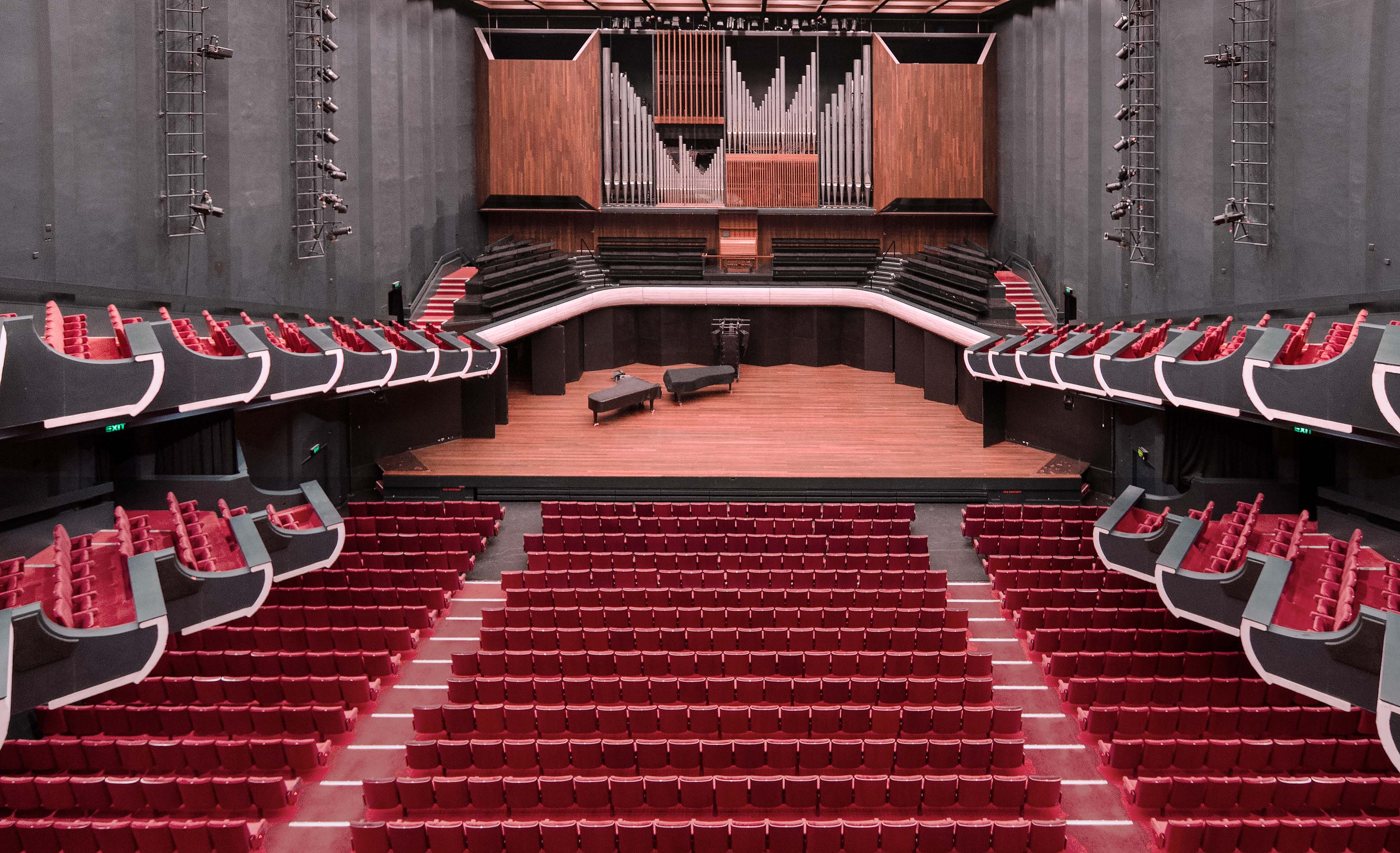
Vista della sala da dietro la platea verso il palco e l'organo.

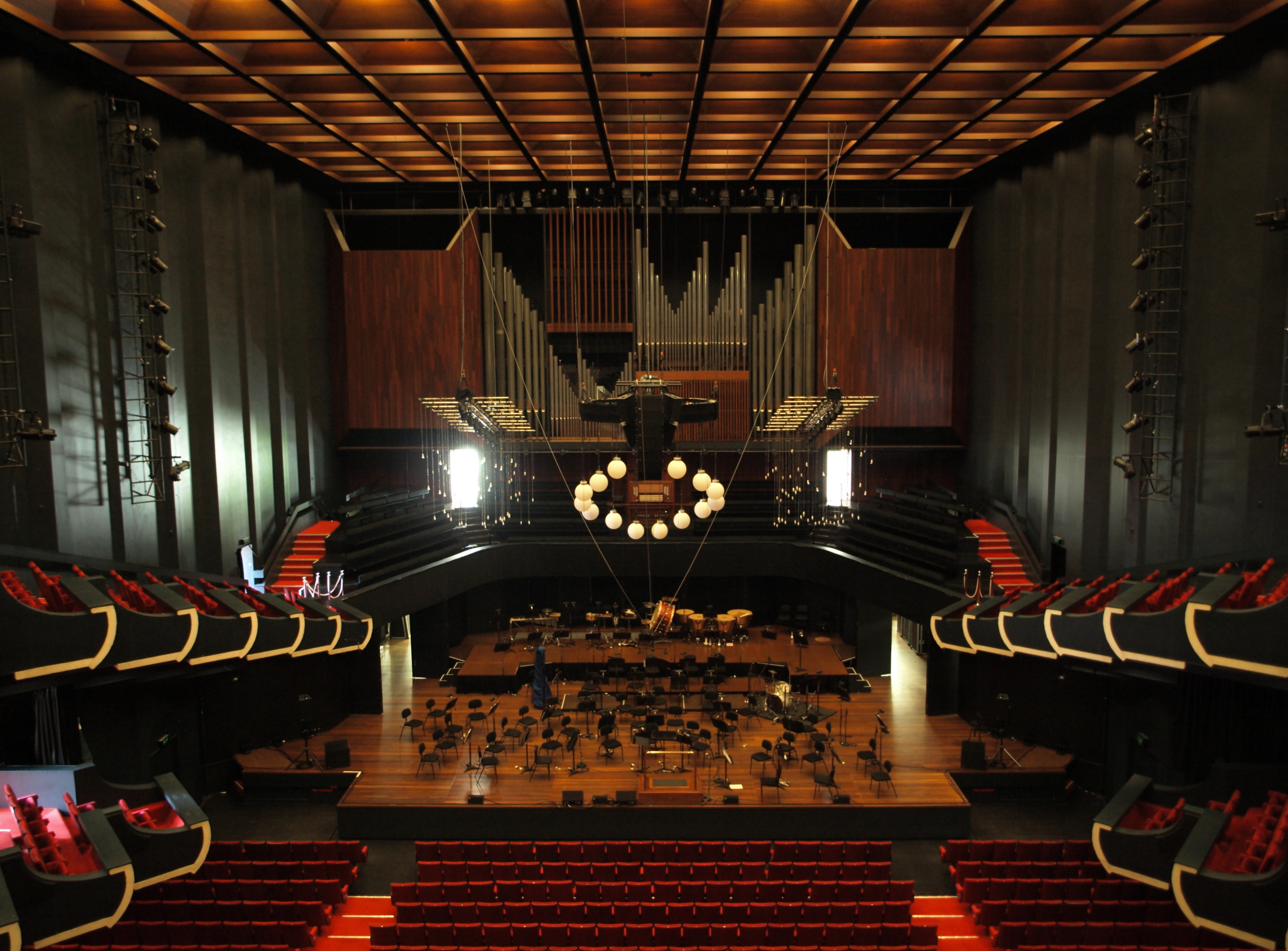
Particolare dell'interno della Perth Concert Hall, che mostra il palco e l'organo a canne

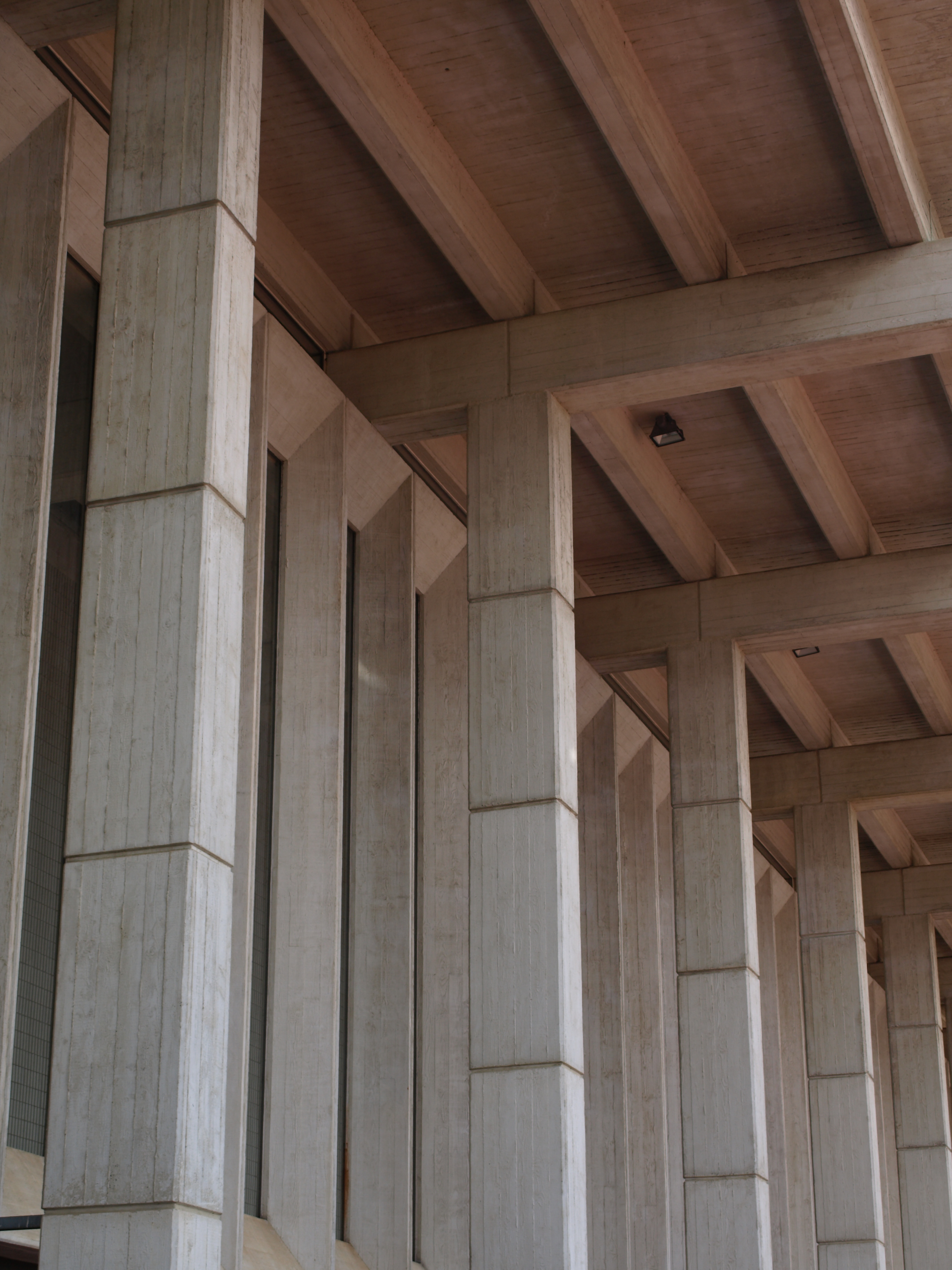
La Concert Hall mostra elementi di architettura brutalista

L'edificio fu progettato dalla Howlett and Bailey Architects. Jeffrey Howlett e Don Bailey avevano vinto un concorso di progettazione per un municipio e un auditorium nel 1961. Il loro progetto consisteva in due edifici, uno con uffici amministrativi e l'altro, in forma ovale, che comprendeva il "municipio" o l'auditorium. Gli uffici amministrativi, denominati Council House, furono costruiti, tuttavia i vincoli finanziari e i dubbi riguardanti le proprietà acustiche dell'auditorium implicarono che la costruzione dell'edificio dell'auditorium fu ritardata. Il suo progetto fu successivamente riesaminato e non fu che alla fine degli anni '60 che un diverso progetto sia stato approvato. Secondo questo piano

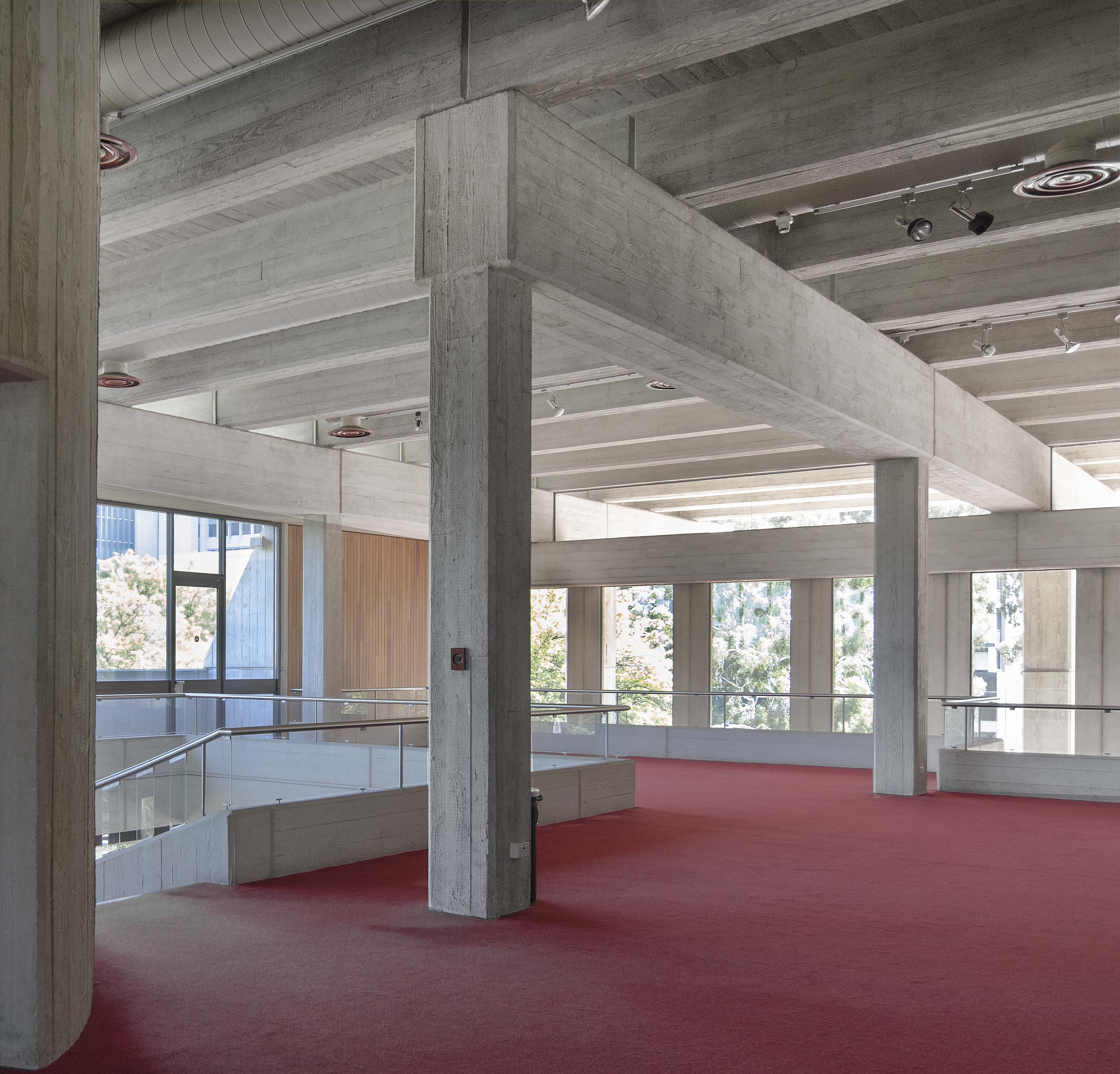
Foyer a livello della Galleria che mostra le colonne e l'architrave.

Fino al 1969 i piani architettonici furono modificati più volte. Questi aggiustamenti comprendevano l'abbellimento ed il paesaggio del principale approccio pedonale da Saint Georges Terrace e la costruzione di una metropolitana sotto la Terrace, una fossa per un'orchestra da 60 elementi con pavimento rimovibile e posti a sedere per coprire la fossa quando non era in uso, un migliore accesso e strutture per disabili. I piani originali comprendevano un ristorante con una capienza di 400 posti, ma dopo un'ispezione a sale simili negli stati orientali dell'Australia, si decise che ciò non era giustificato. Fu quindi deciso di rendere il ristorante più piccolo e comprendere una taverna e un cocktail bar, permettendo ai clienti una scelta più ampia. La zona bar fu nominata The Wardle Room, dal nome di Sir Thomas Wardle.
L'intento degli architetti era di utilizzare i foyer esibitivi come locali in continua evoluzione per tutti i tipi d'arte (come la pittura, l'arazzo e le mostre di scultura) piuttosto che come spazi espositivi permanenti. Ciò potrebbe aver influenzato l'indecisione del Comune di Perth sull'accettazione o meno dell'offerta dell'artista Sydney Nolan di prestare in modo permanente alla Città una serie di 64 dipinti di fiori selvatici da appendere nella Hall. Dopo un notevole dibattito pubblico sulla questione, Nolan ritirò l'offerta e gli artisti ed altri criticarono l'atteggiamento miope e provinciale del Consiglio nel rifiutare l'offerta. Ironia della sorte, la prima mostra nei foyer comprendeva 54 delle pitture di fiori selvatici di Sydney Nolan.
Numerosi consulenti furono coinvolti nella progettazione dell'edificio, tra cui consulenti acustici, ingegneri strutturali ed esperti in scale mobili, macchine da scena e illuminazione. D.H. Fraser era responsabile del progetto strutturale e il professor A. Harold Marshall era il consulente per l'acustica, in collaborazione con Warwick Mehaffey dell'ABC.
Il dottor Marshall utilizzò la modellazione al computer per prevedere quanto le persone potessero udire bene in ciascuno dei posti e lavorò a stretto contatto con gli architetti nel progettare l'auditorium principale, che secondo Jefferey Howlett doveva essere
La sala concerti di Perth è un esempio di architettura brutalista, con i suoi interni solidi opachi, il gigantesco tetto sporgente e l'uso di calcestruzzo bianco off-form. Essa crea un contrasto con la filigrana trasparente della Camera del Consiglio.
L'auditorium dispone di un organo speciale a 3000 canne, circondato da un coro di 160 persone e una capacità di posti a sedere del pubblico di 1.729. L'organo, progettato individualmente, ha un costo di $ 100.000 e fu commissionato a Ronald Sharp di Sydney, che era anche autore dell'organo presso la Sydney Opera House. Le canne più grandi dell'organo furono importate dai Paesi Bassi. Don Bailey ricorda che Ron Sharp era una persona eccezionalmente capace, in gran parte autodidatta, che ha al suo attivo la progettazione e la costruzione di un certo numero di organi, soprattutto nel Nuovo Galles del Sud. Inoltre un pianoforte gran coda da concerto Steinway a 9 piedi (modello D) fu importato dalla Germania Ovest per l'installazione in sala.
La Concert Hall fu la prima in Australia ad avere la televisione a circuito chiuso in modo che i ritardatari potessero guardare su due schermi nel foyer, aspettando un momento opportuno per entrare. Un altro schermo era nell'ufficio del direttore.
Il Comune di Perth e il governo dello Stato, oltre che gli architetti e i costruttori, hanno ricevuto numerosi complimenti per la Hall, quando era vicina al termine dei lavori, da esperti in visita nel campo della musica, dell'architettura e della costruzione.

## Operatività
La Concerto Hall di Perth è stata descritta come uno dei migliori locali come acustica in Australia. Ha ospitato una vasta gamma di esecutori acclamati a livello internazionale, tra cui la London Philharmonic, la Chicago Symphony Orchestra, la Orchestra filarmonica d'Israele e gli interpreti contemporanei B.B. King, Sting, K.D. Lang, Harry Connick Jr., Melissa Etheridge, Ray Charles, Rowan Atkinson e Billy Connolly.
La maggior parte dei concerti della West Australian Symphony Orchestra vengono eseguiti presso la Concert Hall di Perth. Il luogo è utilizzato anche per le prove.
Il locale è utilizzato anche per ospitare congressi e mostre nazionali, cerimonie di premiazione e cene di gala. Le mostre recenti comprendono la mostra del pianoforte Steinway nel marzo 2008. Inoltre, la sede è utilizzata per funzioni private o aziendali in aree diverse dall'auditorium, ad esempio nei foyers, bar e caffetteria.

## Associazione con la Perth Concert Hall, Scozia
Nel 2006 Andrew Bolt, Direttore Generale della Perth Concert Hall, si recò a Perth, in Scozia e il 27 settembre partecipò a una cerimonia di gemellaggio ed alla firma di un documento di Mutual Understanding con la Concert Hall di Perth in quella città. Nel febbraio 2007 Claire Wilcock della Concert Hall di Perth in Scozia partecipò a una cerimonia simile alla Concert Hall di Perth in Australia occidentale per completare la relazione. Dall'associazione congiunta le sedi stanno pianificando scambi culturali e personali.

## Cronologia dello sviluppo
- 1950: La città di Perth si assicura la terra tra i Giardini di Stirling e la Government House per la costruzione di un nuovo municipio.
- 1955: Annunciato un concorso per la progettazione del nuovo municipio (uffici e auditorium) per la città di Perth.
- 1960: Idea, ma non il progetto dei vincitori del concorso, Howlett e Bailey, acquistata dalla città di Perth. L'idea era per due edifici separati: un edificio amministrativo di dieci piani e un auditorium circolare.
- 1962: Viene costruito solo il blocco amministrativo (Municipio), a causa di vincoli finanziari e di preoccupazioni per la progettazione dell'auditorium.
- 1966: Sir Thomas Wardle vende il suo Teatro Capitol alla città di Perth per far posto a un parcheggio. Il Capitol era stato la principale sala da concerti a Perth e la sede della West Australian Symphony Orchestra.
- 1967: Il governo di Stato e la città di Perth costituiscono un comitato speciale per esaminare la questione di una sala da concerto. Il comitato considera dieci siti e decide che il più appropriato è il sito abbandonato di Chevron-Hilton. Si svolgono lunghi negoziati perché la città di Perth vuole nel sito un municipio e una sala concerti. Il governo dello Stato non è disposto a fornire la terra ed a contribuire a questo progetto, vuole solo una sala da concerto.
- 1968: La città di Perth decide solo per la costruzione di una sala da concerto e il governo dello Stato offre il sito Chevron-Hilton, 1.000.000 dollari per la costruzione di una sala da concerto e il 50% dei suoi costi operativi. Gli architetti Jefferey Howlett e Don Bailey vengono designati per progettare una sala da concerto a luglio.
- 1969: Il sito di Chevron-Hilton (Lotto 853 / Riserva 30347) viene attribuito alla città di Perth per la sala da concerto, un ristorante pubblico e un parcheggio. I piani finali sono presentati alla città di Perth nel mese di gennaio. Il costo totale del progetto viene budgetato in $ 3.1 milioni.
- 1970: il governo statale aumenta il suo contributo al progetto fino a $ 1.350.000, a Sabemo viene assegnata la gara di $ 3.201.873 per la costruzione in aprile e i lavori sul sito iniziano il 12 giugno; John Sherwood agisce come Direttore del progetto; le aziende locali come Hollostone Pty Ltd, Midland Brick e Millars Timber forniscono i materiali.
- 1972: La costruzione è completata[4] e le chiavi vengono consegnate in una cerimonia al direttore Nigel Prescott nel mese di dicembre; a quel tempo erano state prenotate conferenze fino al 1974 e le prenotazioni complessive per il primo anno della Hall erano già "superiori a 100".
- 1973: apertura ufficiale e primo concerto nell'Australia Day, il 26 gennaio. Era presente il Primo Ministro Gough Whitlam e la signora Whitlam. Questa occasione segna anche il Festival di Perth del 21º anniversario del Commonwealth Taxation Office, completato sul sito adiacente.
- 1980: Si forma il Perth Theatre Trust per portare il Teatro di Sua Maestà e la Sala Concerti di Perth sotto un'unica amministrazione. Successivamente vengono compresi altri locali, il Playhouse Theatre e il Subiaco Arts Centre. La Perth Concert Hall viene affittata al Perth Theatre Trust.
- 1982: Completamento dei lavori per estendere nell'area di parcheggio auto VIP, per provvedere ad uffici aggiuntivi (Architetti Oldfield Knott).
- 1984: Prospetto paesaggistico (Architetti Hobbs, Winning e Leighton). Tribunali di diritto tributario del Commonwealth costruiti sul sito adiacente alla Sala concerti (dietro l'ufficio fiscale del Commonwealth).
- 1985: Le torri di raffreddamento dell'aria condizionata vengono sostituite.
- 1987: Sviluppato dalla città di Perth un piccolo giardino e percorso nell'angolo nord-occidentale del sito.
- C.1988: tetto della sala concerti rifatto.
- 1989: Nuovo disegno degli uffici (architetti Cohen e Waller).
- C.1992: Ristorante ristrutturato; Asbesto rimosso (Architetti Palassis).
- 1994: Completati i locali per i nuovi artisti (Architetti Palassis).
- 1998: Sostituzione dell'aria condizionata e trasferimento dell'impianto all'angolo nord-est del parcheggio VIP.
- 1999: Completato il collegamento pedonale tra i tribunali di diritto tributario del Commonwealth e la sala concerti.

Aprile 2008 - Dicembre 2008: Aggiornamenti importanti all'esterno della sala da concerto. Ciò comprende l'installazione di ponteggi, cemento e calcestruzzo e installazione di nuove illuminazioni esterne. Originariamente previsto per essere completato nell'ottobre 2008, le opere intere sono state terminate all'inizio di dicembre 2008.

## Immagini dell'interno

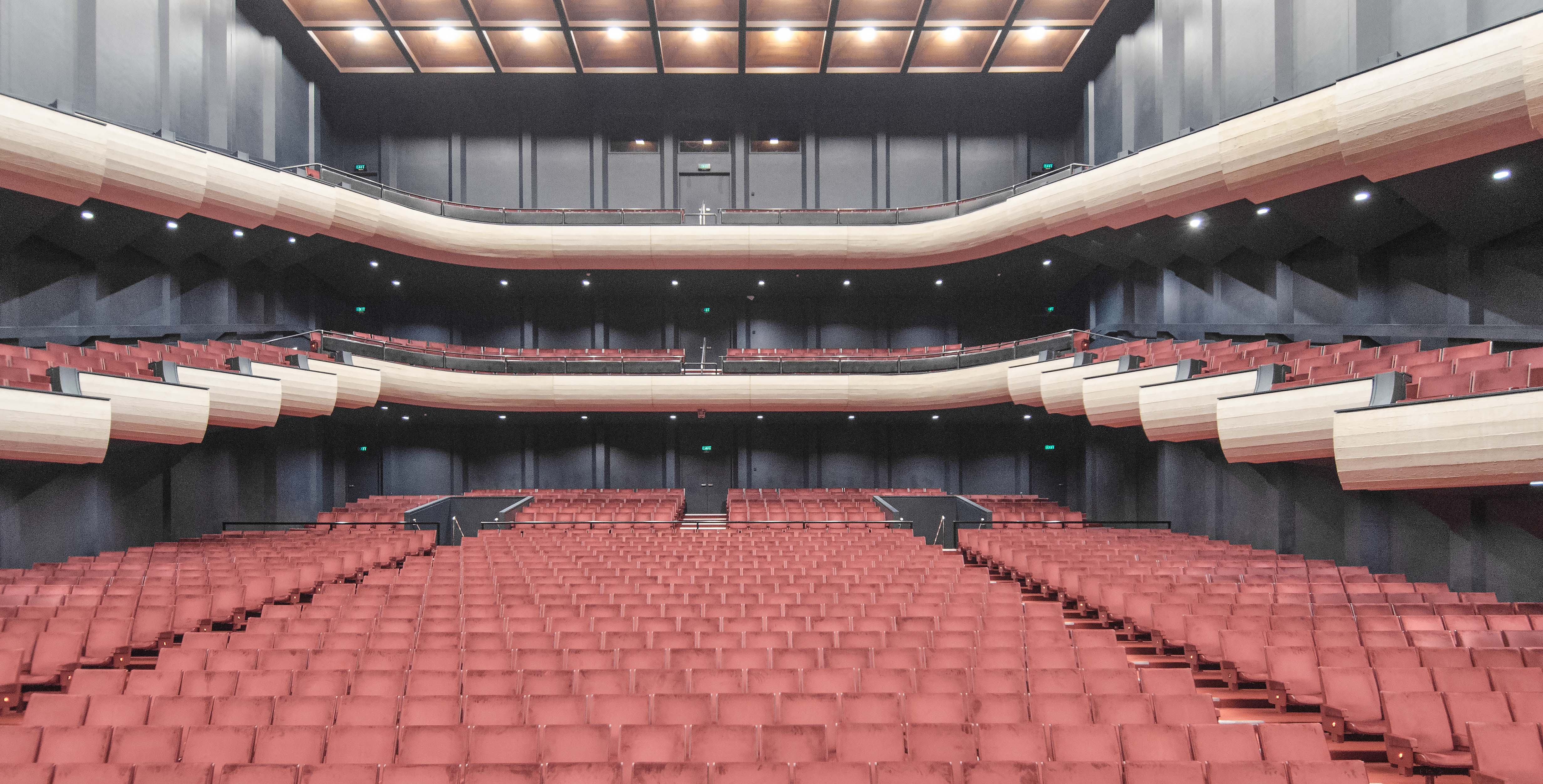
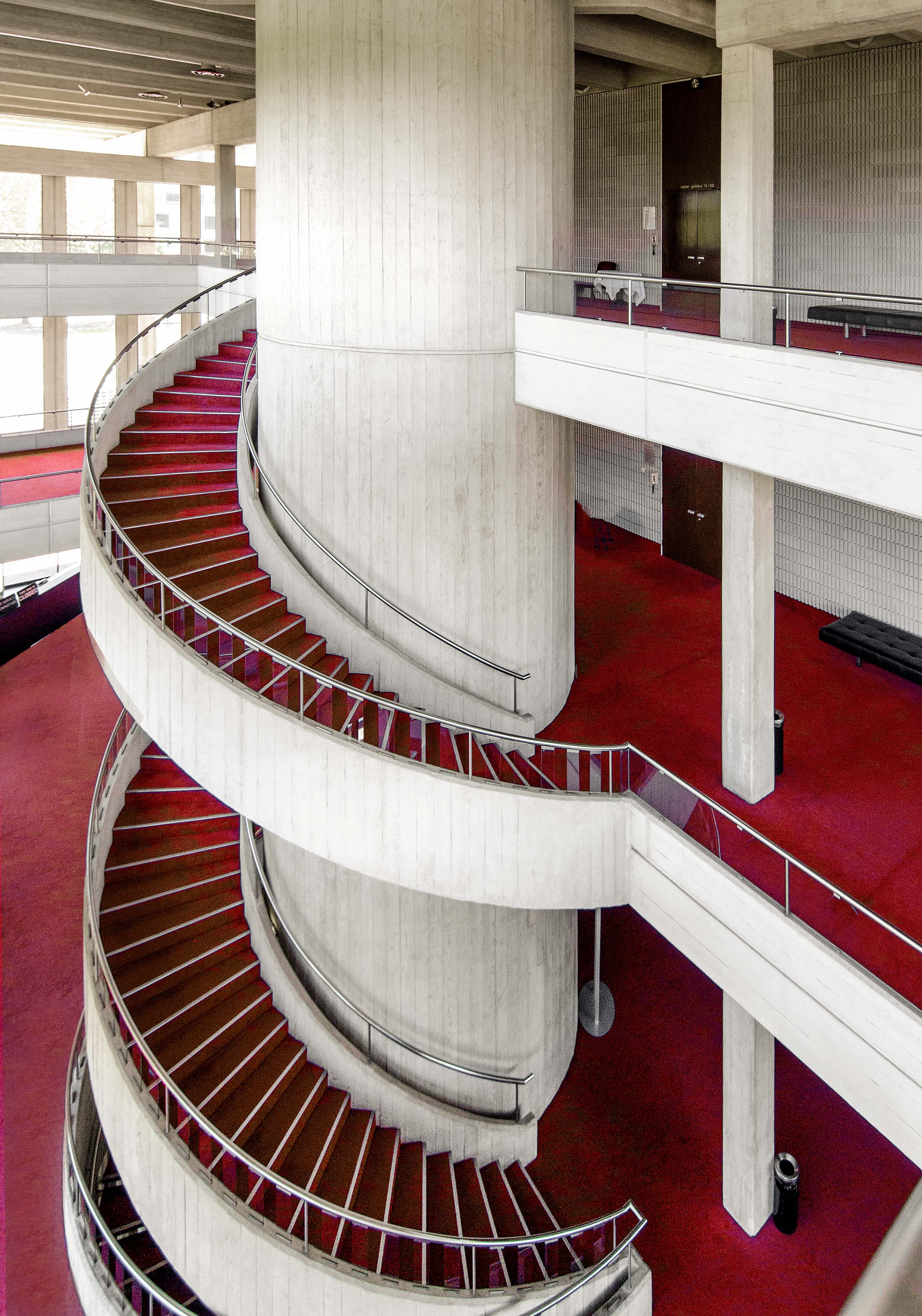
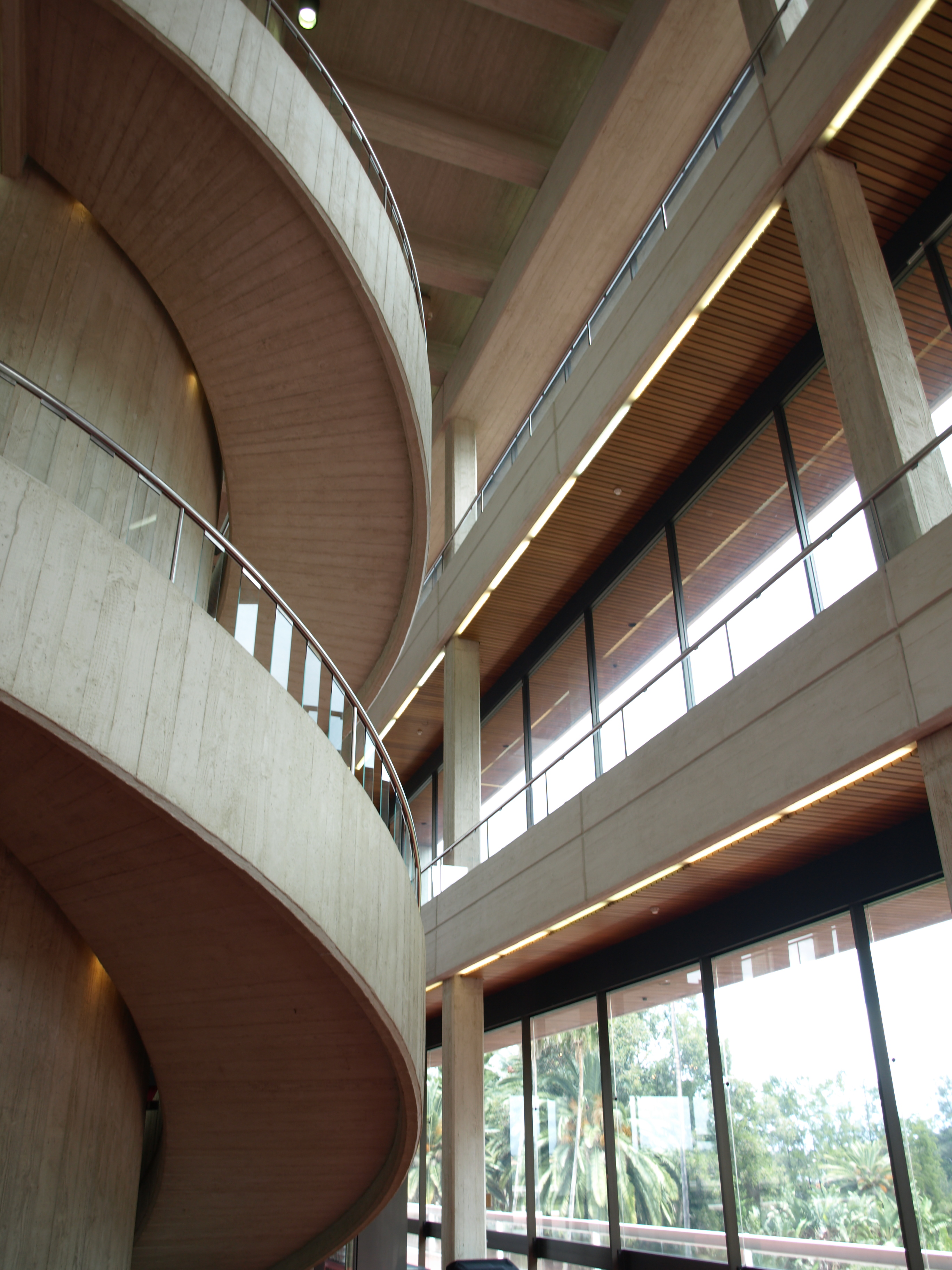
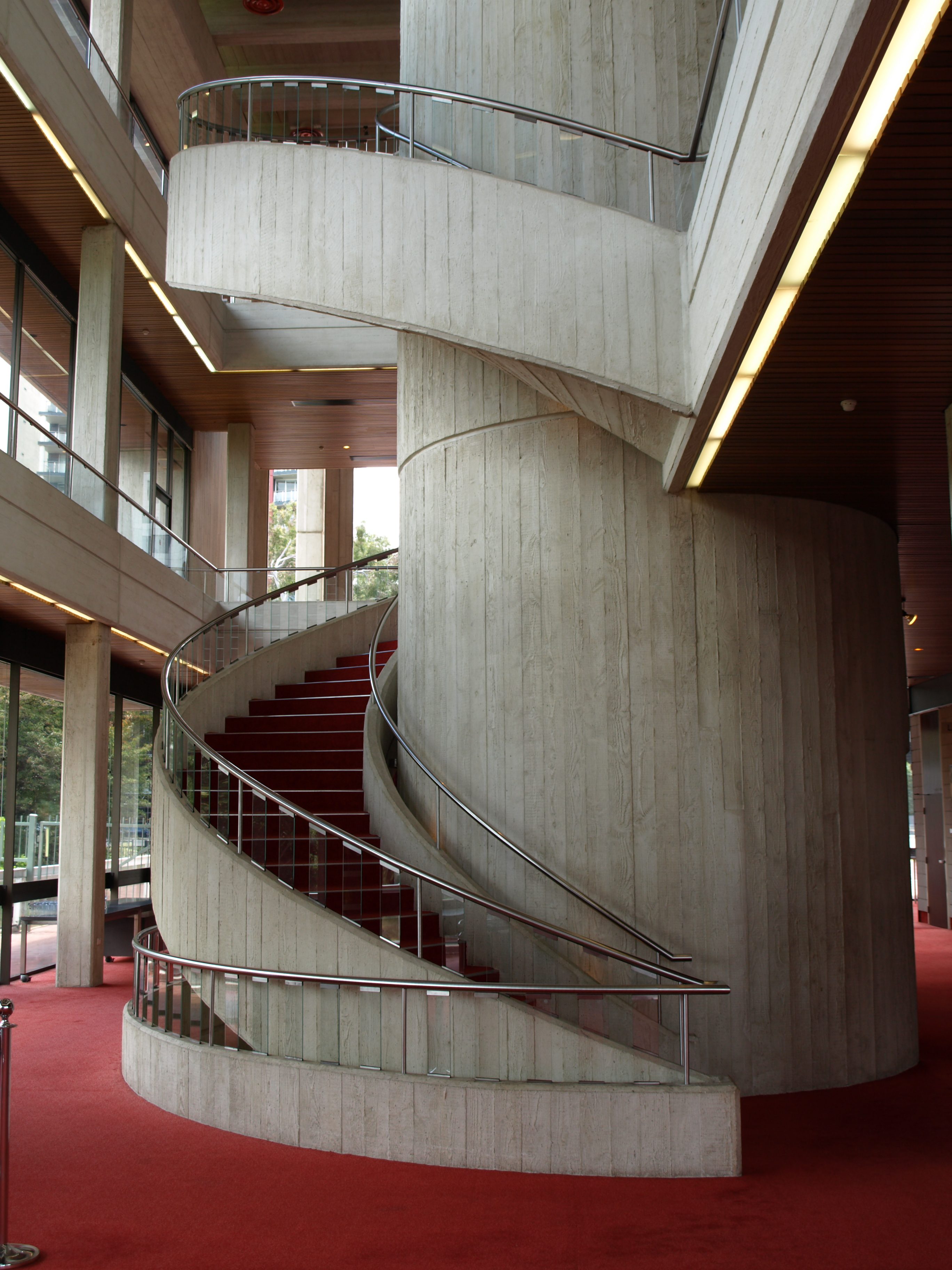